# Achaïcus
Achaïcus (ou Achaïque ou encore Achaïcos), est l'un des trois disciples de saint Paul qui, avec Fortunatus et Stéphanas, lui apportèrent des nouvelles de la communauté chrétienne de Corinthe, nouvelles qui "tranquillisèrent son esprit" (1 Cor: 16:17). Son nom signifie "originaire de l'Achaïe".
Une ancienne tradition orientale non-testamentaire fait de lui un membre du groupe des 70 disciples de Jésus mentionné dans l'Évangile de saint Luc. Dans le calendrier liturgique orthodoxe, les saints Achaïcus, Fortunatus et Stéphanas sont commémorés ensemble le 15 juin. Ils seraient morts martyrs.